# Giovanni Messe
Giovanni Messe, italijanski maršal, * 1883, † 1968.